# منتخب جورجيا لكرة الأرض للسيدات
منتخب جورجيا الوطني لكرة الأرض للسيدات هو ممثل جورجيا الرسمي في المنافسات الدولية في كرة الأرض للسيدات.